# Polis Diraja Malaysia

Wappen der Königlich Malaysischen Polizei

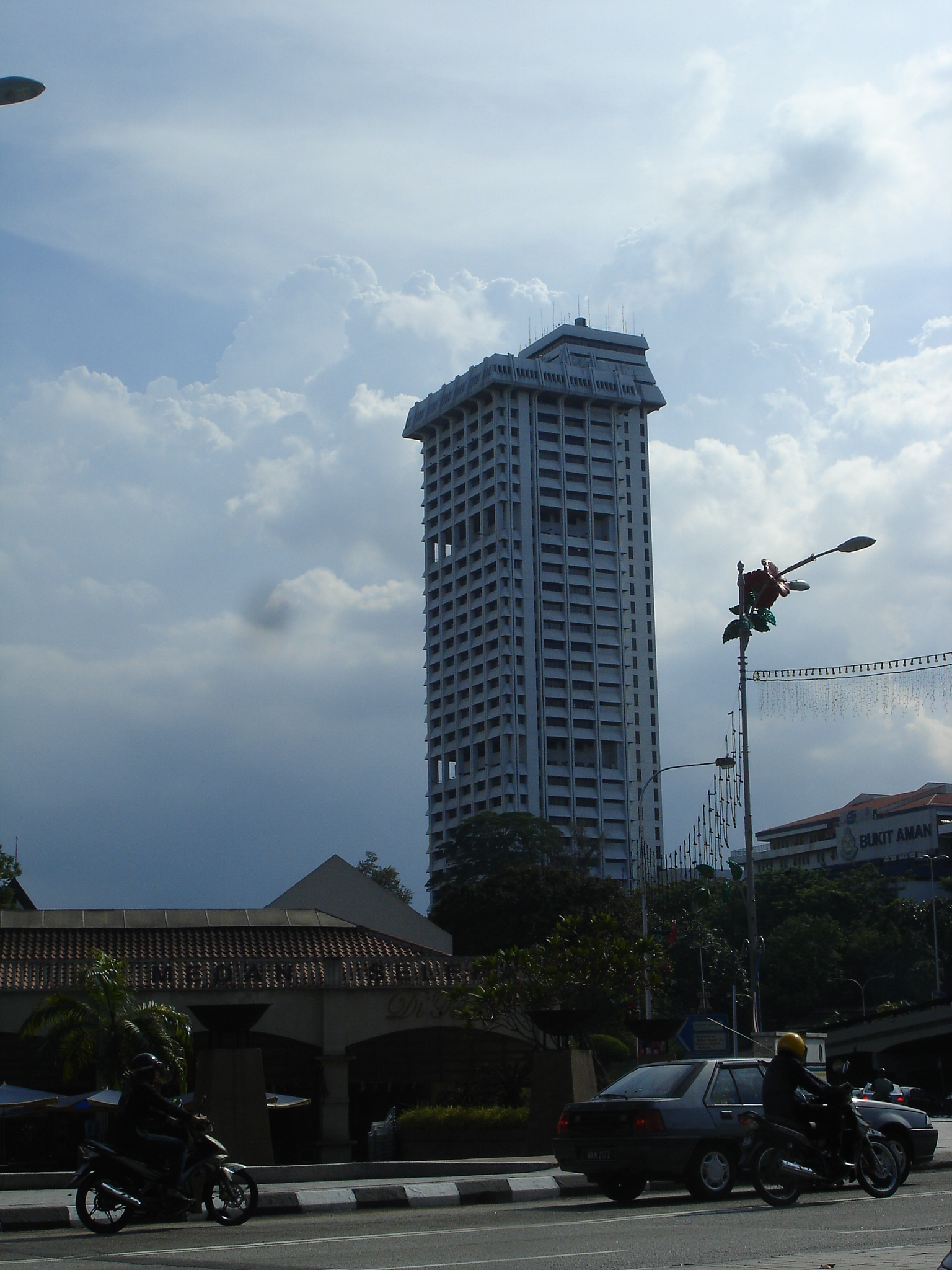
Hauptquartier der malaysischen Polizei in Kuala Lumpur

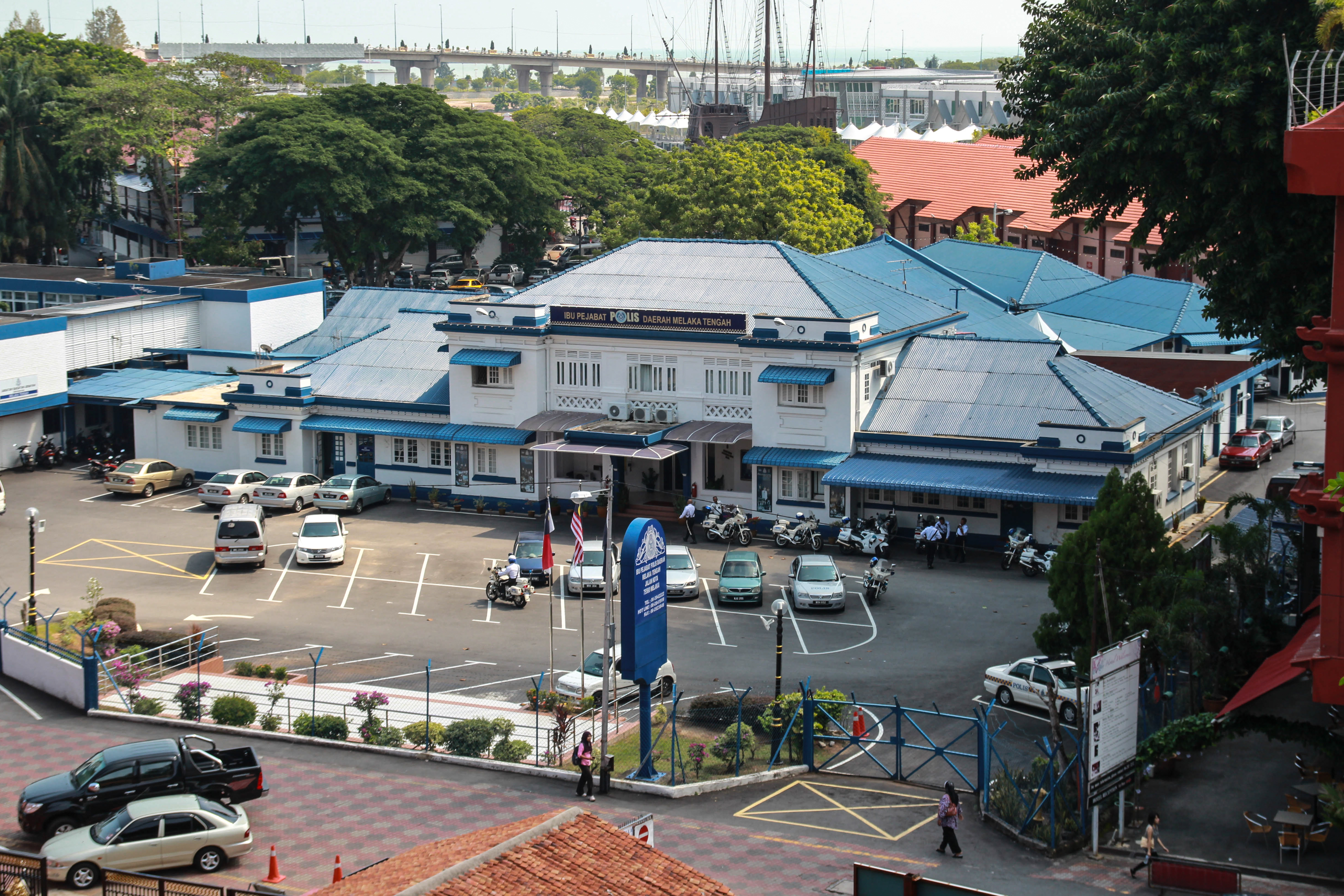
Polizeistation in Melakka

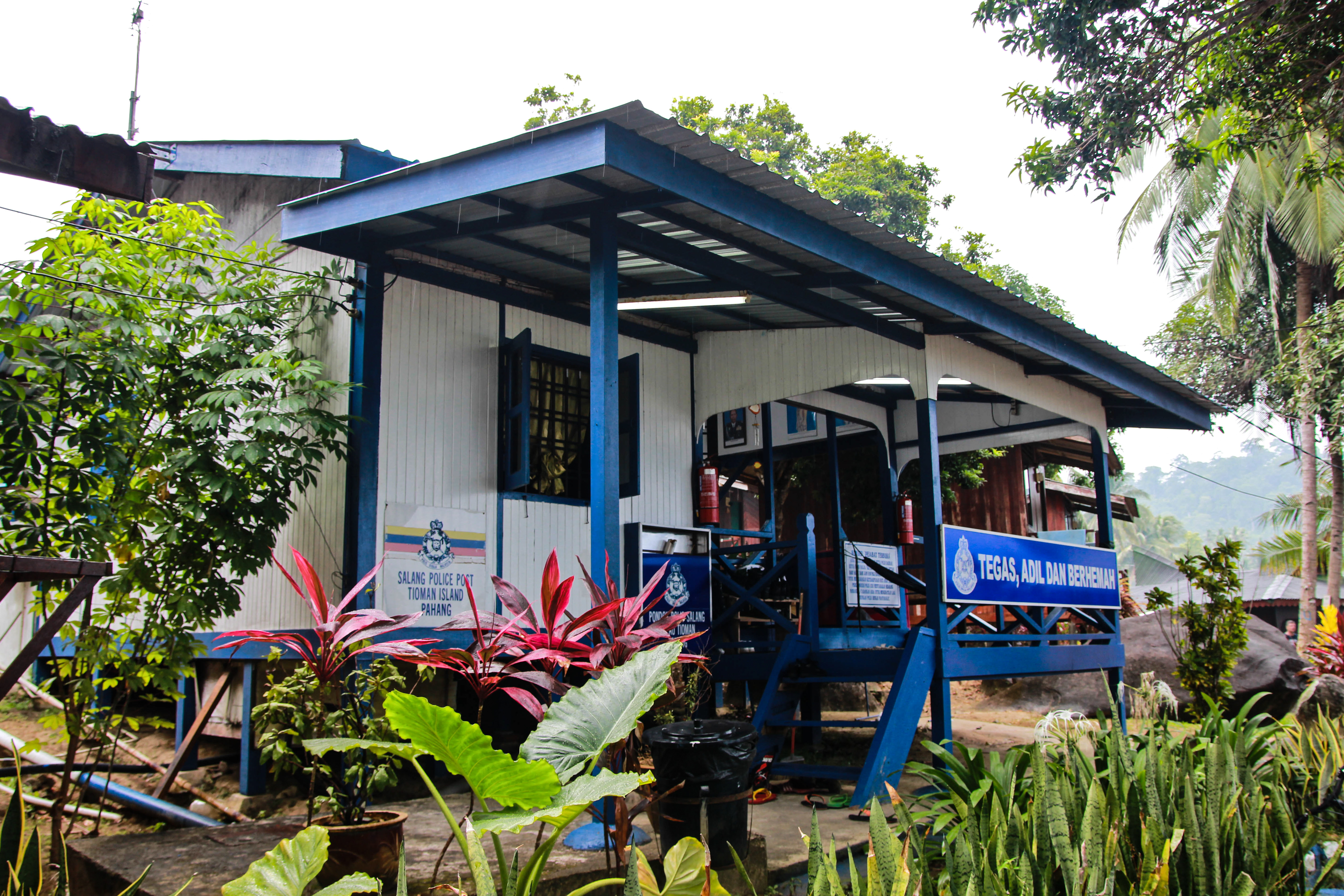
Kleine Insel-Station auf Tioman

Die Polis Diraja Malaysia (PDRM, dt.: Königliche malaysische Polizei) ist die Polizei von Malaysia. Als solche hat sie die Aufgabe, die Einhaltung der malaysischen Gesetze sicherzustellen und Personen, die gegen diese Gesetze verstoßen, zu verfolgen. Das Hauptquartier der PDRM befindet sich in Kuala Lumpur.
2006 übertraf die PDRM die von der Interpol durchschnittlich festgestellten Aufklärungsraten.

## Geschichte
Es gab schon während des hinduistischen Imperiums Majapahit und im buddhistischen Reich des Srivijaya polizeiähnliche Strukturen auf der Halbinsel. Die Polizei als Organisation existiert in Malaysia seit dem Sultanat von Malakka im frühen 15. Jahrhundert, als die erste Polizeitruppe Malaysias durch das kanonische Gesetz Malakkas geschaffen wurde. Die Temenggong genannte Sicherheitstruppe bestand aus den königlichen Hulubalang, den Kriegern des Sultans. Während der Abwesenheit des Königs übernahm der Bendahara (Ministerpräsident) die Macht über die Gerichtsbarkeit, aber die Polizei wurde in der Zwischenzeit durch Temenggung, den Leiter der Polizeibehörde kontrolliert. Seine Aufgabe waren die Verfolgung von Straftätern, das Bauen von Gefängnissen und Ausführung der verhängten Strafen. Neben dem Temenggung waren auch die Penghulu, die Häuptlinge oder Dorfvorsteher mit der Aufgabe betraut, in ihrem Dorf oder Verantwortungsbereich für die öffentliche Sicherheit zu sorgen. Ihre wesentlichen Aufgaben waren das Eintreiben der Steuern, die Strafverfolgung und die Sicherheit der Bevölkerung zu gewährleisten. Die Existenz des frühen Polizeisystems von Malakka wurde durch die Ankunft der portugiesischen Flotte am 10. August 1511 und die anschließende Eroberung Malakkas durch Afonso de Albuquerque beendet.
Die Wahrung der öffentlichen Ordnung wurde nach der Inbesitznahme durch portugiesischen Soldaten wahrgenommen. Gegen 1511 wandelt sich Malakka hin zu einer kosmopolitischen Gesellschaft und die Portugiesen unterstützen die Selbstverwaltung der Verwaltung und helfen beim Aufbau einer eigenen Administration. Am 14. Januar 1641 wird das portugiesisch beeinflusste Reich Malakka von den Niederländern erobert, die mit Hilfe der Truppen Johores gegen die mit Aceh verbündeten Portugiesen Krieg führt.
Unter der niederländischen Regierung Malakkas wird das portugiesische System unter Zuhilfenahme militärischer Einheiten weitergeführt. Mit der zunehmenden Einwanderung von Europäern ergibt sich die Notwendigkeit einer organisierten Polizeitruppe. Die sogenannte „Burgher Wache“ wird eingerichtet, deren Mitglieder sich aus in Malakka lebenden Niederländern zusammensetzen. Die zuständige Gerichtsbarkeit setzt sich aus demselben Personenkreis zusammen. Die Malakken sind diesem System untergeordnet, auch wenn die Dorfvorsteher in ihrem Bereich ebenfalls polizeiliche Aufgaben wahrnehmen.
Die moderne Polizeiorganisation in Malaysia wird laut der Gründungsurkunde am 25. März 1807 in Penang gegründet. Die meisten Offiziere waren britischer Herkunft. Bis zu dieser Zeit werden die Sicherheitskräfte auf einzelne Staaten begrenzt, entwickeln sich aber in der Malaiischen Union, bestehend aus Selangor, Perak, Negeri Sembilan und Pahang unter britischer Protektion zu einer staatsübergreifenden malaiischen Polizeiorganisation. Nach dem Zweiten Weltkrieg entstand daraus eine zentralisierte Polizeibehörde unter der Leitung H. B. Longworthys. Die Kolonialherren unterstützen die Organisation insbesondere in Krisensituationen, beispielsweise der Rebellion kommunistischer Parteien. Während der Konflikte zwischen Malaysia und Indonesien in den Jahren 1963 bis 1965 kämpften die Polizeitruppen gemeinsam mit dem Militär gegen das Eindringen indonesischer Truppen in Johore und Sabah.
Ein knappes Jahr nach dem Unabhängigkeitstages des Landes, dem 24. Juli 1958 erweiterte der Ministerpräsident Tunku Abdul Rahman die Bezeichnung der Polizei um den Titel „Königlich“. 1963 erfolgte die Umbenennung zu Polis Diraja Malaysia.

## Organisation der PDRM
Neben zwei Abteilungen die für die Verwaltung und Logistik zuständig sind, verfügt die PDRM über fünf Abteilungen, die sich mit Prävention, Ermittlungsarbeit, Rauschgift, innerer Sicherheit und öffentlicher Ordnung, sowie Wirtschaftskriminalität befassen. Diese Abteilungen werden jeweils durch einen hochrangigen Commissioner geleitet.

### Abteilung Verwaltung und Leitung

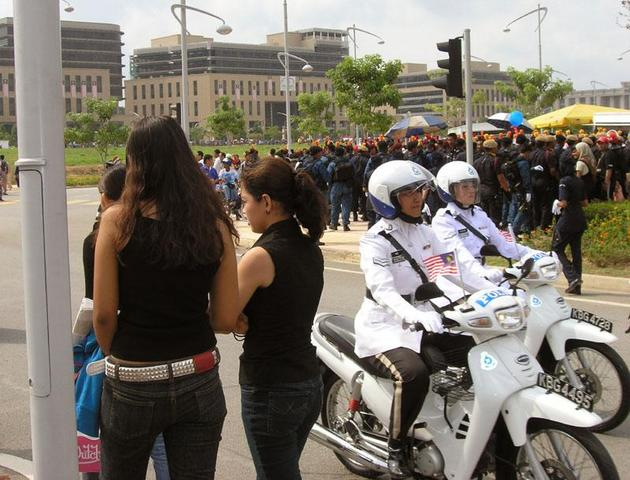
Polizeibeamte während des Unabhängigkeitstags

Gewöhnlich ist Lenkungs- und Leitungsabteilung verantwortlich für die Leitung der Polizeibehörde und die entsprechenden Verwaltungsangelegenheiten und -aufgaben innerhalb der PDRM. Die Weiterentwicklung und Anpassung der PDRM liegt ebenfalls im Aufgabenbereich dieser Abteilung.
Funktionsbereiche
1. Personalverwaltung: Klassische Aufgaben sind unter anderem die Rekrutierung, Beförderung, Gehaltsabrechnung.
2. Allgemeine Verwaltung: Administration, Forschung und Entwicklung, Öffentlichkeitsarbeit, Wohlfahrt, Sport und PERKEP
3. Aus- und Weiterbildung: Ausbildung, Personalentwicklung, Fortbildungs- und Auffrischungskurse
4. Innere Abteilung: Überwachung der Einheiten, Untersuchungen, Beratung der Mitarbeiter

Nachgeordnete Abteilungen
1. Verwaltung
2. Wohlfahrtswerk
3. Ausbildung
4. Forschung und Entwicklung
5. Personalabteilung
6. Öffentliche Angelegenheiten
7. Öffentlichkeitsarbeit
8. Rekrutierung
9. Zeremonien und Veranstaltungen
10. Kooperation
11. PDRM Sport

### Abteilung Beschaffung und Logistik
Diese Abteilung organisiert und beschafft die zur Erfüllung der polizeilichen Aufgaben notwendige Infrastruktur.
Funktionsbereiche
1. Finanzen: Budgetplanung und Verwaltung
2. Sachverwaltung: Einkauf, Verwaltung, Instandhaltung der Kommunikationseinrichtungen, der Transportfahrzeuge, der Informationstechnologie und der Waffen.
3. Liegenschaften: Verwaltung von Gebäuden und Grundstücken
4. Technik: Versorgung, Austausch und Neubeschaffung der verwendeten Geräte
5. Vermögen: Verwaltung der polizeieigenen Vermögenswerte

Nachgeordnete Abteilungen
1. Sachverwaltung
2. Kommunikation
3. Informationstechnologie
4. Transport
5. Finanzen
6. Technischer Dienst
7. Waffen
8. Beschaffung
9. Liegenschaften
10. Buchhaltung und Steuern

### Abteilung Strafverfolgung

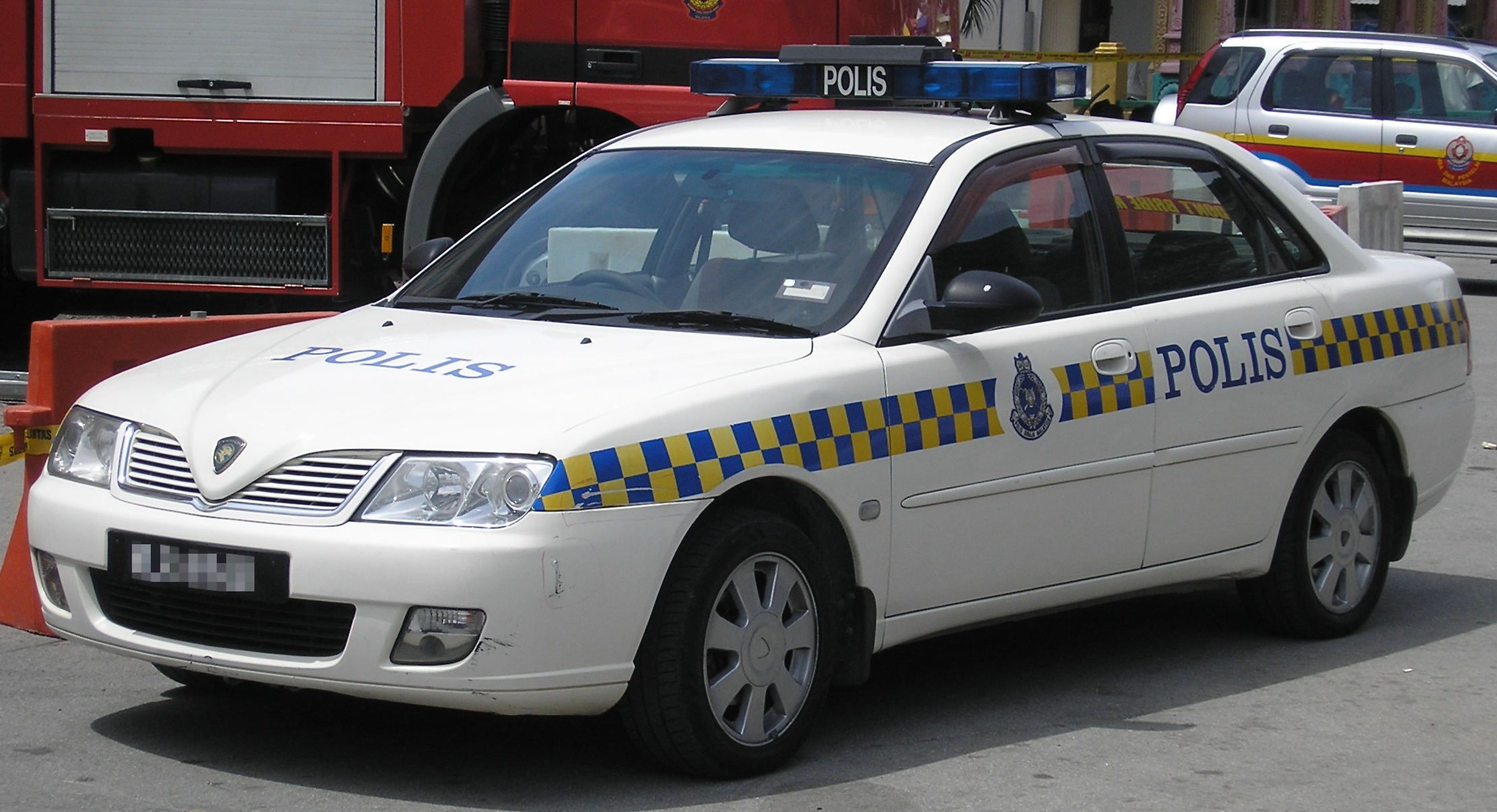
Malaysischer Polizeiwagen

Diese Abteilung ist mit der Untersuchung, der Verhaftung und der Strafverfolgung jedweder Art von Verbrechen gegen Menschen, beispielsweise für Mord, Vergewaltigung und Körperverletzung, sowie für Eigentumsdelikte wie Diebstahl beschäftigt. Sie bearbeiten in weiteren Untergruppen auch die Bereiche Glücksspiel, Sittlichkeitsverbrechen und organisiertes Verbrechen.
Funktionsbereiche
1. Ermittlungsarbeit
2. Prävention, Strafvereitelung
3. Strafverfolgung

Untergeordnete Abteilungen
- D1 – Administrative Aufgaben
- D2 – Vorstrafenregister
- D3 -
- D4 – Statistik
- D5 – Strafverfolgung
- D6 – Technischer Dienst
- D7 – Organisiertes Verbrechen, Sitte und Glücksspiel
- D8 – Koordination
- D9 – Spezialisierte Untersuchungsabteilungen
- D10 – Gerichtsmedizinisches Labor
- D11 – Sexualverbrechen
- D12 – Zusammenarbeit mit Interpol

### Abteilung Rauschgift
Diese Abteilung kämpft gegen Drogenmissbrauch, die Verbreitung, Verwendung und den Handel mit Rauschgift.
Funktionsbereiche
1. Strafverfolgung und Einhaltung gesetzlicher Auflagen
2. Forschung und Aufklärung im Bezug auf Rauschmittel
3. Organisierter Drogenhandel
4. Verhinderung der Einfuhr von Drogen und zur Herstellung von Drogen geeignete Chemikalien
5. Suchtprävention
6. Öffentlichkeitsarbeit
7. Statistik
8. Überwachung und Registrierung
9. Nationale und internationale Ausbildung der Ermittlungsbeamten
10. Öffentlichkeitsarbeit

Untergeordnete Abteilungen
1. Labor
2. Internationale Koordination
3. Administration
4. Strafvollzug
5. Ermittlungen
6. Strafverfolgung
7. Technischer Dienst
8. Statistik
9. Registrierung
10. Logistikteilungen
11. Flughafenpersonal

### Abteilung Innere Sicherheit und Öffentliche Ordnung
Aufgabe dieser Abteilung ist es die innere Sicherheit des Landes und die Wahrung der öffentlichen Ordnung zu schützen. Dazu gehören die Aufgaben der Verkehrsüberwachung, Rettungseinsätze und gemeinsam mit dem malaiischen Militär auch die Überwachung der umliegenden Meere und nationaler Gewässer sowie die Bekämpfung der Piraterie. Darüber hinaus unterstützt diese Abteilung das Verkehrs- und Wirtschaftsministerium bei ihren Aufgaben in der Verfolgung von Verkehrsdelikten. Zu dieser Abteilung gehören die folgenden untergeordneten Abteilungen:

#### Pasukan Gerakan Am
1948 wurde die Pasukan Polis Hutan (PPH, Dschungelpolizeieinheit) gegründet. Ihr Zweck war es, als paramilitärischer Arm der Polizei den Kampf gegen die als „Kommunistische Terroristen“ (Communist Terrorists) bezeichneten linksradikalen Guerillas zu führen, welche zu dieser Zeit auf der malaiischen Halbinsel operierten. Nach Ende der kommunistischen Aktivitäten in den Jahren 1989 und 1990 verlor die Einheit an Bedeutung und wurde daraufhin zur Pasukan Gerakan Am (PGA, Einheit für allgemeine Operationen) umstrukturiert. Zu ihren Aufgaben gehören heute der Grenzschutz und bei Bedarf die allgemeine Unterstützung der Polizei bei ihren Aufgaben.
Die PGA besteht aus 19 Bataillonen, diese sind in fünf Brigaden organisiert, jede wird durch einen hochrangigen Polizeioffizier angeführt.

#### Spezialeinheiten
Die malaysische Polizei verfügt über mehrere Spezialeinheiten. Die in urbanem Umfeld operierende Unit Tindakan Khas (UTK, Einheit für Spezialoperationen) und die auf Dschungelkampf spezialisierte, paramilitärische Kommandoeinheit 69 Komando (VAT 69) bilden gemeinsam die Pasukan Gerakan Khas (PGK, Einheit für spezielle Aktivitäten). Insbesondere zur Bekämpfung der Piraterie wurde UNGERIN gegründet, welche auf Zugriffe im maritimen Bereich spezialisiert ist, beispielsweise der Erstürmung entführter Schiffe oder dem Zugriff auf am Strand gelegene Objekte von See aus.

#### Federal Reserve Unit
Die Pasukan Simpanan Persekutuan, gegründet am 5. Dezember 1955 und auch bekannt unter der Abkürzung FRU für Federal Reserve Unit hat die Aufgabe polizeiliche Großlagen wie Demonstrationen oder Aufstände zu kontrollieren.

#### C4-I Einheit
C4-I steht als Abkürzung für „Command, Control, Communication, Computer Implementation“ und bezeichnet die Einheit, die sich mit der Einbindung von Datenverarbeitungssystemen und Informationstechnologie in die Polizeiarbeit beschäftigt und die Übertragung und Verarbeitung vor Ort gesammelter Daten koordiniert. Diese Einheit ist mit den Streifen und Ermittlern verbunden, die überwiegend mit Laptops ausgestattet sind und kann somit die vor Ort erfassten Daten sofort weiter verarbeiten. Dadurch hat sich auch die Zusammenarbeit mit dem Projekt Rakan Cop erleichtert und viele der Implementierungen haben sich als auch über die Polizei hinaus für die Gesellschaft als nützlich erwiesen.

#### Weitere Einheiten
Berittene Streifen
Handelsabteilung
Marinepolizei
Fliegerstaffel

### Malaysian Special Branch
Diese Abteilung sammelt Informationen für den staatlichen Nachrichtendienst. Es werden Informationen über Bedrohungen der Staatssicherheit von inneren oder äußeren Mächten gesammelt und bekämpft subversive Tätigkeiten, Extremisten und Sabotageakte, welche die staatliche Stabilität beeinträchtigen könnten. Außerdem sucht sie Wege zur Gewinnung von Informationen, bewertet sie und stellt diese den anderen Abteilungen zur Verfügung.

### Abteilung Wirtschaftskriminalität
Die Hauptfunktion dieser Abteilung ist die Untersuchung von Wirtschaftskriminalität und die Verfolgung von Verbrechern in diesem Umfeld. Dazu gehört unter anderem Betrug, Fälschung, Internetkriminalität und Wirtschaftsspionage. Sie soll die Ausbreitung der Wirtschaftskriminalität im Land verhindern und eindämmen.

## Polizeigewalt
Über den Machtmissbrauch und Polizeibrutalität wurde unter anderem im Zusammenhang mit „squatgate“ und dem Batu-Burok-Aufstand berichtet, außerdem gab es Berichte über ungerechtfertigtes und übermäßig brutales Vorgehen durch Polizisten während ansonsten friedlicher Veranstaltungen. Im März und Mai 2007 haben mit Schilden bewaffnete Polizei eine Reihe friedlicher Demonstrationen gegen die Kraftstoffpreise in Kuala Lumpur mit Stöcken und Wasserwerfern niedergeschlagen. Mehrere Menschen wurden dabei ernsthaft verletzt und Dutzende verhaftet. Alle wurden anschließend freigelassen.
Es gibt darüber hinaus einige Zweifel an der Wirksamkeit der Sicherheitsmaßnahmen, die Verhaftete in Polizeigewahrsam vor Übergriffen schützen soll. Mindestens fünf Menschen, darunter eine Frau sind 2007 in diesem Zusammenhang ums Leben gekommen.

## Fahndungslisten und Belohnungen
Obwohl bereits Fahndungslisten in Gebrauch sind, wird in der Öffentlichkeit diskutiert, ob eine erweiterte Anwendung öffentlicher Fahndung erfolgreich sein könnte und auch eine abschreckende Wirkung haben. Die Plakate könnten in dem Fall neben einer prominenteren Veröffentlichung in und außerhalb der Polizeireviere auch in publikumsreichen öffentlichen Bereichen gezeigt werden, beispielsweise in Bushaltestellen, Taxistationen, Flughäfen, Regierungsgebäuden, vor öffentlichen Toiletten aber auch in Parks, Einkaufszentren oder neben öffentlichen Telefonen. Es wird gefordert, die Listen vierteljährlich zu tauschen und präzisere Plakate an verschiedene Personenkreise mit hohem Publikumsverkehr, wie Busfahrern, Tankstellenpersonal, oder Restaurantmitarbeiter auszugeben, um die Fahndungsbemühungen der Polizei zu unterstützen. Außerdem wird über die Auslobung höherer Belohnungen diskutiert, um die Menschen zur Mitarbeit zu motivieren.

## Beschwerdekommission
Verschiedene private Organisationen übten Druck auf die Regierung aus, eine unabhängige Kommission für Klagen und Beschwerden über die Polizei zu schaffen. Im Jahre 2005 forderte ein Königlicher Untersuchungsausschuss die Einsetzung einer solchen Kommission bis Mai 2006. Eine Reihe weiterer Vorschläge zur Reform des Polizeiwesens, beispielsweise die Überarbeitung von Gesetzen, die Haftstrafen ohne Gerichtsverhandlung ermöglichen oder für öffentliche Veranstaltungen eine polizeiliche Genehmigung notwendig machen, wurden nicht durchgesetzt.

## Vorschlag zur Dezentralisierung der Polizeibehörde
Aufgrund heftiger öffentlicher Kritik an der Unprofessionalität der Polizei, unter anderem durch die hohe Mordrate und die Unfähigkeit Verbrechen im Vorfeld durch Abschreckung zu verhindern, gab es einige Vorschläge zur Reform und Umstrukturierung der PDRM. Darunter auch die Idee eine der Struktur der amerikanischen Strafverfolgungsbehörden ähnliche Aufteilung in staatliche Polizeibehörde und föderale Untersuchungsbehörde, entsprechend dem FBI. Beispielsweise wäre für jeden Staat wie Johor oder Pahang eine eigene Polizeibehörde denkbar, während es in Kuala Lumpur eine städtische Polizeitruppe geben könnte. Darüber hinaus würde die Einrichtung einer die Bundesstaaten übergreifenden Polizei erfordern, um Staatsgrenzen bei der polizeilichen Strafverfolgung überschreiten zu können. Ein weiterer Vorschlag bezieht sich auf den Entzug der Titulierung als „königliche“ Polizei, damit die Unfähigkeit der Polizei nicht auf die königliche Familie übertragen wird und um zu verdeutlichen, dass die Polizei dem Bürger und nicht dem Königshaus verpflichtet ist. Der vermutlich wichtigste Vorschlag bezieht sich auf die Errichtung von Beschwerdestellen für die untergeordneten Polizeidienststellen, die mit unabhängigen Mitarbeitern, beispielsweise Rechtsanwälten oder ehemaligen Richtern, besetzt werden sollten.